# Foho Ritilau
Der Foho Ritilau (kurz: Ritilau) ist ein Berg in der osttimoresischen Gemeinde Bobonaro. Er liegt im Osten des Sucos Purugua (Verwaltungsamt Cailaco), in der Aldeia Heda, und hat eine Meereshöhe von 242 m. Westlich liegt der Foho Aimia, östlich fließt der Marobo. Im Nordwesten befindet sich das Dorf Bilimau.